# Tour de Suisse 2004
La 68e édition du Tour de Suisse s'est déroulée du 12 au 20 juin 2004 sur une distance de 1 438 km, de Sursee à Lugano.
L'Allemand Jan Ullrich remporte la compétition en 34 h 19 min 25 s, avec une seconde d'avance sur le Suisse Fabian Jeker.

## Présentation

### Équipes
18 équipes participent à ce Tour de Suisse. On retrouve dix-sept équipes de 1re division et une équipe de deuxième division :
| Groupes sportifs I (17)- Alessio-Bianchi - Crédit agricole - Chocolade Jacques-Wincor Nixdorf - CSC - Fassa Bortolo - Gerolsteiner - Lampre - Lotto-Domo - Milaneza-Maia - Mr Bookmaker.com-Palmans - Phonak Hearing Systems - Quick Step-Davitamon - Rabobank - Saeco - Saunier Duval-Prodir - T-Mobile - Vini Caldirola-Nobili Rubinetterie Groupe sportif II- Domina Vacanze |
| |

## Étapes
| Étape     | Date    | Villes étapes             | type                        | Distance (km) | Vainqueur d'étape | Leader du classement général |
| --------- | ------- | ------------------------- | --------------------------- | ------------- | ----------------- | ---------------------------- |
| 1re étape | 12 juin | Sursee – Beromünster      | étape vallonnée             | 173,6         | Jan Ullrich       | Jan Ullrich                  |
| 2e étape  | 13 juin | Dürrenroth – Rheinfelden  | étape de plaine             | 169,9         | Robbie McEwen     | Jan Ullrich                  |
| 3e étape  | 14 juin | Rheinfelden – Vallorbe    | étape vallonnée             | 185           | Robert Hunter     | Jan Ullrich                  |
| 4e étape  | 15 juin | Le Sentier – Bätterkinden | étape vallonnée             | 211,6         | Robbie McEwen     | Jan Ullrich                  |
| 5e étape  | 16 juin | Bätterkinden – Adelboden  | étape de montagne           | 161,7         | Robert Hunter     | Jan Ullrich                  |
| 6e étape  | 17 juin | Frutigen – Linthal        | étape de montagne           | 185,4         | Niki Aebersold    | Jan Ullrich                  |
| 7e étape  | 18 juin | Linthal – Malbun          | étape de montagne           | 133,7         | Georg Totschnig   | Fabian Jeker                 |
| 8e étape  | 19 juin | Buchs – Bellinzone        | étape de montagne           | 191,3         | Paolo Bettini     | Fabian Jeker                 |
| 9e étape  | 20 juin | Lugano – Lugano           | contre-la-montre individuel | 25,5          | Jan Ullrich       | Jan Ullrich                  |

## Les étapes

### 1reétape
12 juin: Sursee à Beromünster, 173,6 km
| \| Classement de l'étape \| Classement de l'étape \| Classement de l'étape \| Classement de l'étape \| Classement de l'étape \| \| Coureur \| Coureur \| Pays \| Équipe \| Temps \| \| --------------------- \| --------------------- \| --------------------- \| ---------------------------------- \| --------------------- \| \| 1er \| Jan Ullrich \| Allemagne \| T-Mobile \| 4 h 07 min 56 s \| \| 2e \| Oscar Camenzind \| Suisse \| Phonak Hearing Systems \| + 0 s \| \| 3e \| Fabian Jeker \| Suisse \| Saunier Duval-Prodir \| + 0 s \| \| 4e \| Steve Zampieri \| Suisse \| Vini Caldirola-Nobili Rubinetterie \| + 0 s \| \| 5e \| David Cañada \| Espagne \| Saunier Duval-Prodir \| + 0 s \| \| 6e \| Alexandre Moos \| Suisse \| Phonak Hearing Systems \| + 15 s \| \| 7e \| Alexandre Vinokourov \| Kazakhstan \| T-Mobile \| + 15 s \| \| 8e \| Alexandr Kolobnev \| Russie \| Domina Vacanze \| + 15 s \| \| 9e \| Grischa Niermann \| Allemagne \| Rabobank \| + 15 s \| \| 10e \| Christophe Detilloux \| Belgique \| Lotto-Domo \| + 15 s \| |                      |            |                                    |                 |
| |                      |            |                                    |                 |
| |                      |            |                                    |                 |
| Classement de l'étape |                      |            |                                    |                 |
| Coureur | Coureur              | Pays       | Équipe                             | Temps           |
| 1er | Jan Ullrich          | Allemagne  | T-Mobile                           | 4 h 07 min 56 s |
| 2e | Oscar Camenzind      | Suisse     | Phonak Hearing Systems             | + 0 s           |
| 3e | Fabian Jeker         | Suisse     | Saunier Duval-Prodir               | + 0 s           |
| 4e | Steve Zampieri       | Suisse     | Vini Caldirola-Nobili Rubinetterie | + 0 s           |
| 5e | David Cañada         | Espagne    | Saunier Duval-Prodir               | + 0 s           |
| 6e | Alexandre Moos       | Suisse     | Phonak Hearing Systems             | + 15 s          |
| 7e | Alexandre Vinokourov | Kazakhstan | T-Mobile                           | + 15 s          |
| 8e | Alexandr Kolobnev    | Russie     | Domina Vacanze                     | + 15 s          |
| 9e | Grischa Niermann     | Allemagne  | Rabobank                           | + 15 s          |
| 10e | Christophe Detilloux | Belgique   | Lotto-Domo                         | + 15 s          |

| \| Classement général \| Classement général \| Classement général \| Classement général \| Classement général \| \| Coureur \| Coureur \| Pays \| Équipe \| Temps \| \| ------------------ \| -------------------- \| ------------------ \| ---------------------------------- \| ------------------ \| \| 1er \| Jan Ullrich \| Allemagne \| T-Mobile \| 4 h 07 min 46 s \| \| 2e \| Oscar Camenzind \| Suisse \| Phonak Hearing Systems \| + 2 s \| \| 3e \| Fabian Jeker \| Suisse \| Saunier Duval-Prodir \| + 6 s \| \| 4e \| Steve Zampieri \| Suisse \| Vini Caldirola-Nobili Rubinetterie \| + 7 s \| \| 5e \| David Cañada \| Espagne \| Saunier Duval-Prodir \| + 8 s \| \| 6e \| László Bodrogi \| Hongrie \| Quick Step-Davitamon \| + 22 s \| \| 7e \| Alexandre Vinokourov \| Kazakhstan \| T-Mobile \| + 24 s \| \| 8e \| Bobby Julich \| États-Unis \| CSC \| + 24 s \| \| 9e \| Alexandre Moos \| Suisse \| Phonak Hearing Systems \| + 25 s \| \| 10e \| Alexandr Kolobnev \| Russie \| Domina Vacanze \| + 25 s \| |                      |            |                                    |                 |
| |                      |            |                                    |                 |
| |                      |            |                                    |                 |
| Classement général |                      |            |                                    |                 |
| Coureur | Coureur              | Pays       | Équipe                             | Temps           |
| 1er | Jan Ullrich          | Allemagne  | T-Mobile                           | 4 h 07 min 46 s |
| 2e | Oscar Camenzind      | Suisse     | Phonak Hearing Systems             | + 2 s           |
| 3e | Fabian Jeker         | Suisse     | Saunier Duval-Prodir               | + 6 s           |
| 4e | Steve Zampieri       | Suisse     | Vini Caldirola-Nobili Rubinetterie | + 7 s           |
| 5e | David Cañada         | Espagne    | Saunier Duval-Prodir               | + 8 s           |
| 6e | László Bodrogi       | Hongrie    | Quick Step-Davitamon               | + 22 s          |
| 7e | Alexandre Vinokourov | Kazakhstan | T-Mobile                           | + 24 s          |
| 8e | Bobby Julich         | États-Unis | CSC                                | + 24 s          |
| 9e | Alexandre Moos       | Suisse     | Phonak Hearing Systems             | + 25 s          |
| 10e | Alexandr Kolobnev    | Russie     | Domina Vacanze                     | + 25 s          |

### 2eétape
13 juin: Dürrenroth à Rheinfelden, 169,9 km
| \| Classement de l'étape \| Classement de l'étape \| Classement de l'étape \| Classement de l'étape \| Classement de l'étape \| \| Coureur \| Coureur \| Pays \| Équipe \| Temps \| \| --------------------- \| --------------------- \| --------------------- \| ------------------------ \| --------------------- \| \| 1er \| Robbie McEwen \| Australie \| Lotto-Domo \| 3 h 44 min 57 s \| \| 2e \| Olaf Pollack \| Allemagne \| Gerolsteiner \| + 0 s \| \| 3e \| Robert Hunter \| Afrique du Sud \| Rabobank \| + 0 s \| \| 4e \| Kim Kirchen \| Luxembourg \| Fassa Bortolo \| + 0 s \| \| 5e \| Roger Hammond \| Royaume-Uni \| Mr Bookmaker.com-Palmans \| + 0 s \| \| 6e \| Alberto Loddo \| Italie \| Saunier Duval-Prodir \| + 0 s \| \| 7e \| Julian Dean \| Nouvelle-Zélande \| Crédit Agricole \| + 0 s \| \| 8e \| Fabrizio Guidi \| Italie \| CSC \| + 0 s \| \| 9e \| Salvatore Commesso \| Italie \| Saeco \| + 0 s \| \| 10e \| Alexandr Kolobnev \| Russie \| Domina Vacanze \| + 0 s \| |                    |                  |                          |                 |
| |                    |                  |                          |                 |
| |                    |                  |                          |                 |
| Classement de l'étape |                    |                  |                          |                 |
| Coureur | Coureur            | Pays             | Équipe                   | Temps           |
| 1er | Robbie McEwen      | Australie        | Lotto-Domo               | 3 h 44 min 57 s |
| 2e | Olaf Pollack       | Allemagne        | Gerolsteiner             | + 0 s           |
| 3e | Robert Hunter      | Afrique du Sud   | Rabobank                 | + 0 s           |
| 4e | Kim Kirchen        | Luxembourg       | Fassa Bortolo            | + 0 s           |
| 5e | Roger Hammond      | Royaume-Uni      | Mr Bookmaker.com-Palmans | + 0 s           |
| 6e | Alberto Loddo      | Italie           | Saunier Duval-Prodir     | + 0 s           |
| 7e | Julian Dean        | Nouvelle-Zélande | Crédit Agricole          | + 0 s           |
| 8e | Fabrizio Guidi     | Italie           | CSC                      | + 0 s           |
| 9e | Salvatore Commesso | Italie           | Saeco                    | + 0 s           |
| 10e | Alexandr Kolobnev  | Russie           | Domina Vacanze           | + 0 s           |

| \| Classement général \| Classement général \| Classement général \| Classement général \| Classement général \| \| Coureur \| Coureur \| Pays \| Équipe \| Temps \| \| ------------------ \| ------------------ \| ------------------ \| ---------------------------------- \| ------------------ \| \| 1er \| Jan Ullrich \| Allemagne \| T-Mobile \| + 7 h 52 min 43 s \| \| 2e \| Oscar Camenzind \| Suisse \| Phonak Hearing Systems \| + 2 s \| \| 3e \| Fabian Jeker \| Suisse \| Saunier Duval-Prodir \| + 6 s \| \| 4e \| Steve Zampieri \| Suisse \| Vini Caldirola-Nobili Rubinetterie \| + 7 s \| \| 5e \| David Cañada \| Espagne \| Saunier Duval-Prodir \| + 8 s \| \| 6e \| László Bodrogi \| Hongrie \| Quick Step-Davitamon \| + 22 s \| \| 7e \| Bobby Julich \| États-Unis \| CSC \| + 24 s \| \| 8e \| Alexandr Kolobnev \| Russie \| Domina Vacanze \| + 25 s \| \| 9e \| Dario Cioni \| Italie \| Fassa Bortolo \| + 25 s \| \| 10e \| Patxi Vila \| Espagne \| Lampre \| + 25 s \| |                   |            |                                    |                   |
| |                   |            |                                    |                   |
| |                   |            |                                    |                   |
| Classement général |                   |            |                                    |                   |
| Coureur | Coureur           | Pays       | Équipe                             | Temps             |
| 1er | Jan Ullrich       | Allemagne  | T-Mobile                           | + 7 h 52 min 43 s |
| 2e | Oscar Camenzind   | Suisse     | Phonak Hearing Systems             | + 2 s             |
| 3e | Fabian Jeker      | Suisse     | Saunier Duval-Prodir               | + 6 s             |
| 4e | Steve Zampieri    | Suisse     | Vini Caldirola-Nobili Rubinetterie | + 7 s             |
| 5e | David Cañada      | Espagne    | Saunier Duval-Prodir               | + 8 s             |
| 6e | László Bodrogi    | Hongrie    | Quick Step-Davitamon               | + 22 s            |
| 7e | Bobby Julich      | États-Unis | CSC                                | + 24 s            |
| 8e | Alexandr Kolobnev | Russie     | Domina Vacanze                     | + 25 s            |
| 9e | Dario Cioni       | Italie     | Fassa Bortolo                      | + 25 s            |
| 10e | Patxi Vila        | Espagne    | Lampre                             | + 25 s            |

### 3eétape
14 juin: Rheinfelden à Vallorbe, 185 km
| \| Classement de l'étape \| Classement de l'étape \| Classement de l'étape \| Classement de l'étape \| Classement de l'étape \| \| Coureur \| Coureur \| Pays \| Équipe \| Temps \| \| --------------------- \| --------------------- \| --------------------- \| ---------------------------------- \| --------------------- \| \| 1er \| Robert Hunter \| Afrique du Sud \| Rabobank \| 4 h 05 min 07 s \| \| 2e \| Grégory Rast \| Suisse \| Phonak Hearing Systems \| + 2 s \| \| 3e \| Jurgen Van Goolen \| Belgique \| Quick Step-Davitamon \| + 19 s \| \| 4e \| Alberto Ongarato \| Italie \| Fassa Bortolo \| + 29 s \| \| 5e \| Peter Wuyts \| Belgique \| Mr Bookmaker.com-Palmans \| + 31 s \| \| 6e \| Bobby Julich \| États-Unis \| CSC \| + 3 min 59 s \| \| 7e \| Alexandr Kolobnev \| Russie \| Domina Vacanze \| + 3 min 59 s \| \| 8e \| Patrik Sinkewitz \| Allemagne \| Quick Step-Davitamon \| + 3 min 59 s \| \| 9e \| Fabian Jeker \| Suisse \| Saunier Duval-Prodir \| + 3 min 59 s \| \| 10e \| Steve Zampieri \| Suisse \| Vini Caldirola-Nobili Rubinetterie \| + 3 min 59 s \| |                   |                |                                    |                 |
| |                   |                |                                    |                 |
| |                   |                |                                    |                 |
| Classement de l'étape |                   |                |                                    |                 |
| Coureur | Coureur           | Pays           | Équipe                             | Temps           |
| 1er | Robert Hunter     | Afrique du Sud | Rabobank                           | 4 h 05 min 07 s |
| 2e | Grégory Rast      | Suisse         | Phonak Hearing Systems             | + 2 s           |
| 3e | Jurgen Van Goolen | Belgique       | Quick Step-Davitamon               | + 19 s          |
| 4e | Alberto Ongarato  | Italie         | Fassa Bortolo                      | + 29 s          |
| 5e | Peter Wuyts       | Belgique       | Mr Bookmaker.com-Palmans           | + 31 s          |
| 6e | Bobby Julich      | États-Unis     | CSC                                | + 3 min 59 s    |
| 7e | Alexandr Kolobnev | Russie         | Domina Vacanze                     | + 3 min 59 s    |
| 8e | Patrik Sinkewitz  | Allemagne      | Quick Step-Davitamon               | + 3 min 59 s    |
| 9e | Fabian Jeker      | Suisse         | Saunier Duval-Prodir               | + 3 min 59 s    |
| 10e | Steve Zampieri    | Suisse         | Vini Caldirola-Nobili Rubinetterie | + 3 min 59 s    |

| \| Classement général \| Classement général \| Classement général \| Classement général \| Classement général \| \| Coureur \| Coureur \| Pays \| Équipe \| Temps \| \| ------------------ \| ------------------ \| ------------------ \| ---------------------------------- \| ------------------ \| \| 1er \| Jan Ullrich \| Allemagne \| T-Mobile \| 12 h 01 min 49 s \| \| 2e \| Oscar Camenzind \| Suisse \| Phonak Hearing Systems \| + 2 s \| \| 3e \| Fabian Jeker \| Suisse \| Saunier Duval-Prodir \| + 6 s \| \| 4e \| Steve Zampieri \| Suisse \| Vini Caldirola-Nobili Rubinetterie \| + 7 s \| \| 5e \| David Cañada \| Espagne \| Saunier Duval-Prodir \| + 8 s \| \| 6e \| Bobby Julich \| États-Unis \| CSC \| + 24 s \| \| 7e \| Alexandr Kolobnev \| Russie \| Domina Vacanze \| + 25 s \| \| 8e \| Dario Cioni \| Italie \| Fassa Bortolo \| + 25 s \| \| 9e \| Kim Kirchen \| Luxembourg \| Fassa Bortolo \| + 25 s \| \| 10e \| Georg Totschnig \| Autriche \| Gerolsteiner \| + 25 s \| |                   |            |                                    |                  |
| |                   |            |                                    |                  |
| |                   |            |                                    |                  |
| Classement général |                   |            |                                    |                  |
| Coureur | Coureur           | Pays       | Équipe                             | Temps            |
| 1er | Jan Ullrich       | Allemagne  | T-Mobile                           | 12 h 01 min 49 s |
| 2e | Oscar Camenzind   | Suisse     | Phonak Hearing Systems             | + 2 s            |
| 3e | Fabian Jeker      | Suisse     | Saunier Duval-Prodir               | + 6 s            |
| 4e | Steve Zampieri    | Suisse     | Vini Caldirola-Nobili Rubinetterie | + 7 s            |
| 5e | David Cañada      | Espagne    | Saunier Duval-Prodir               | + 8 s            |
| 6e | Bobby Julich      | États-Unis | CSC                                | + 24 s           |
| 7e | Alexandr Kolobnev | Russie     | Domina Vacanze                     | + 25 s           |
| 8e | Dario Cioni       | Italie     | Fassa Bortolo                      | + 25 s           |
| 9e | Kim Kirchen       | Luxembourg | Fassa Bortolo                      | + 25 s           |
| 10e | Georg Totschnig   | Autriche   | Gerolsteiner                       | + 25 s           |

### 4eétape
15 juin: Le Sentier à Bätterkinden, 221,6 km
| \| Classement de l'étape \| Classement de l'étape \| Classement de l'étape \| Classement de l'étape \| Classement de l'étape \| \| Coureur \| Coureur \| Pays \| Équipe \| Temps \| \| --------------------- \| --------------------- \| --------------------- \| ------------------------ \| --------------------- \| \| 1er \| Robbie McEwen \| Australie \| Lotto-Domo \| 4 h 51 min 50 s \| \| 2e \| Francesco Chicchi \| Italie \| Fassa Bortolo \| + 0 s \| \| 3e \| Olaf Pollack \| Allemagne \| Gerolsteiner \| + 0 s \| \| 4e \| Fabio Baldato \| Italie \| Alessio-Bianchi \| + 0 s \| \| 5e \| Paolo Bettini \| Italie \| Quick Step-Davitamon \| + 0 s \| \| 6e \| Robert Hunter \| Afrique du Sud \| Rabobank \| + 0 s \| \| 7e \| Fabrizio Guidi \| Italie \| CSC \| + 0 s \| \| 8e \| Davy Commeyne \| Belgique \| Mr Bookmaker.com-Palmans \| + 0 s \| \| 9e \| Gerrit Glomser \| Autriche \| Saeco \| + 0 s \| \| 10e \| Martin Elmiger \| Suisse \| Phonak Hearing Systems \| + 0 s \| |                   |                |                          |                 |
| |                   |                |                          |                 |
| |                   |                |                          |                 |
| Classement de l'étape |                   |                |                          |                 |
| Coureur | Coureur           | Pays           | Équipe                   | Temps           |
| 1er | Robbie McEwen     | Australie      | Lotto-Domo               | 4 h 51 min 50 s |
| 2e | Francesco Chicchi | Italie         | Fassa Bortolo            | + 0 s           |
| 3e | Olaf Pollack      | Allemagne      | Gerolsteiner             | + 0 s           |
| 4e | Fabio Baldato     | Italie         | Alessio-Bianchi          | + 0 s           |
| 5e | Paolo Bettini     | Italie         | Quick Step-Davitamon     | + 0 s           |
| 6e | Robert Hunter     | Afrique du Sud | Rabobank                 | + 0 s           |
| 7e | Fabrizio Guidi    | Italie         | CSC                      | + 0 s           |
| 8e | Davy Commeyne     | Belgique       | Mr Bookmaker.com-Palmans | + 0 s           |
| 9e | Gerrit Glomser    | Autriche       | Saeco                    | + 0 s           |
| 10e | Martin Elmiger    | Suisse         | Phonak Hearing Systems   | + 0 s           |

| \| Classement général \| Classement général \| Classement général \| Classement général \| Classement général \| \| Coureur \| Coureur \| Pays \| Équipe \| Temps \| \| ------------------ \| ------------------ \| ------------------ \| ---------------------------------- \| ------------------ \| \| 1er \| Jan Ullrich \| Allemagne \| T-Mobile \| 16 h 53 min 36 s \| \| 2e \| Oscar Camenzind \| Suisse \| Phonak Hearing Systems \| + 2 s \| \| 3e \| Fabian Jeker \| Suisse \| Saunier Duval-Prodir \| + 6 s \| \| 4e \| Steve Zampieri \| Suisse \| Vini Caldirola-Nobili Rubinetterie \| + 7 s \| \| 5e \| David Cañada \| Espagne \| Saunier Duval-Prodir \| + 8 s \| \| 6e \| Bobby Julich \| États-Unis \| CSC \| + 24 s \| \| 7e \| Kim Kirchen \| Luxembourg \| Fassa Bortolo \| + 25 s \| \| 8e \| Dario Cioni \| Italie \| Fassa Bortolo \| + 25 s \| \| 9e \| Alexandr Kolobnev \| Russie \| Domina Vacanze \| + 25 s \| \| 10e \| Alexandre Moos \| Suisse \| Phonak Hearing Systems \| + 25 s \| |                   |            |                                    |                  |
| |                   |            |                                    |                  |
| |                   |            |                                    |                  |
| Classement général |                   |            |                                    |                  |
| Coureur | Coureur           | Pays       | Équipe                             | Temps            |
| 1er | Jan Ullrich       | Allemagne  | T-Mobile                           | 16 h 53 min 36 s |
| 2e | Oscar Camenzind   | Suisse     | Phonak Hearing Systems             | + 2 s            |
| 3e | Fabian Jeker      | Suisse     | Saunier Duval-Prodir               | + 6 s            |
| 4e | Steve Zampieri    | Suisse     | Vini Caldirola-Nobili Rubinetterie | + 7 s            |
| 5e | David Cañada      | Espagne    | Saunier Duval-Prodir               | + 8 s            |
| 6e | Bobby Julich      | États-Unis | CSC                                | + 24 s           |
| 7e | Kim Kirchen       | Luxembourg | Fassa Bortolo                      | + 25 s           |
| 8e | Dario Cioni       | Italie     | Fassa Bortolo                      | + 25 s           |
| 9e | Alexandr Kolobnev | Russie     | Domina Vacanze                     | + 25 s           |
| 10e | Alexandre Moos    | Suisse     | Phonak Hearing Systems             | + 25 s           |

### 5eétape
16 juin: Bätterkinden à Adelboden, 161,7 km
| \| Classement de l'étape \| Classement de l'étape \| Classement de l'étape \| Classement de l'étape \| Classement de l'étape \| \| Coureur \| Coureur \| Pays \| Équipe \| Temps \| \| --------------------- \| --------------------- \| --------------------- \| --------------------- \| --------------------- \| \| 1er \| Robert Hunter \| Afrique du Sud \| Rabobank \| 3 h 45 min 16 s \| \| 2e \| Murilo Fischer \| Brésil \| Domina Vacanze \| + 35 s \| \| 3e \| Michael Blaudzun \| Danemark \| CSC \| + 37 s \| \| 4e \| Kim Kirchen \| Luxembourg \| Fassa Bortolo \| + 4 min 30 s \| \| 5e \| Fabian Jeker \| Suisse \| Saunier Duval-Prodir \| + 4 min 30 s \| \| 6e \| Georg Totschnig \| Autriche \| Gerolsteiner \| + 4 min 30 s \| \| 7e \| Txema del Olmo \| Espagne \| Milaneza-Maia \| + 4 min 30 s \| \| 8e \| Bobby Julich \| États-Unis \| CSC \| + 4 min 30 s \| \| 9e \| Massimiliano Gentili \| Italie \| Domina Vacanze \| + 4 min 30 s \| \| 10e \| Axel Merckx \| Belgique \| Lotto-Domo \| + 4 min 30 s \| |                      |                |                      |                 |
| |                      |                |                      |                 |
| |                      |                |                      |                 |
| Classement de l'étape |                      |                |                      |                 |
| Coureur | Coureur              | Pays           | Équipe               | Temps           |
| 1er | Robert Hunter        | Afrique du Sud | Rabobank             | 3 h 45 min 16 s |
| 2e | Murilo Fischer       | Brésil         | Domina Vacanze       | + 35 s          |
| 3e | Michael Blaudzun     | Danemark       | CSC                  | + 37 s          |
| 4e | Kim Kirchen          | Luxembourg     | Fassa Bortolo        | + 4 min 30 s    |
| 5e | Fabian Jeker         | Suisse         | Saunier Duval-Prodir | + 4 min 30 s    |
| 6e | Georg Totschnig      | Autriche       | Gerolsteiner         | + 4 min 30 s    |
| 7e | Txema del Olmo       | Espagne        | Milaneza-Maia        | + 4 min 30 s    |
| 8e | Bobby Julich         | États-Unis     | CSC                  | + 4 min 30 s    |
| 9e | Massimiliano Gentili | Italie         | Domina Vacanze       | + 4 min 30 s    |
| 10e | Axel Merckx          | Belgique       | Lotto-Domo           | + 4 min 30 s    |

| \| Classement général \| Classement général \| Classement général \| Classement général \| Classement général \| \| Coureur \| Coureur \| Pays \| Équipe \| Temps \| \| ------------------ \| ------------------ \| ------------------ \| ---------------------------------- \| ------------------ \| \| 1er \| Jan Ullrich \| Allemagne \| T-Mobile \| 20 h 43 min 25 s \| \| 2e \| Oscar Camenzind \| Suisse \| Phonak Hearing Systems \| + 2 s \| \| 3e \| Fabian Jeker \| Suisse \| Saunier Duval-Prodir \| + 6 s \| \| 4e \| Steve Zampieri \| Suisse \| Vini Caldirola-Nobili Rubinetterie \| + 7 s \| \| 5e \| David Cañada \| Espagne \| Saunier Duval-Prodir \| + 8 s \| \| 6e \| Bobby Julich \| États-Unis \| CSC \| + 24 s \| \| 7e \| Kim Kirchen \| Luxembourg \| Fassa Bortolo \| + 25 s \| \| 8e \| Alexandr Kolobnev \| Russie \| Domina Vacanze \| + 25 s \| \| 9e \| Dario Cioni \| Italie \| Fassa Bortolo \| + 25 s \| \| 10e \| Georg Totschnig \| Autriche \| Gerolsteiner \| + 25 s \| |                   |            |                                    |                  |
| |                   |            |                                    |                  |
| |                   |            |                                    |                  |
| Classement général |                   |            |                                    |                  |
| Coureur | Coureur           | Pays       | Équipe                             | Temps            |
| 1er | Jan Ullrich       | Allemagne  | T-Mobile                           | 20 h 43 min 25 s |
| 2e | Oscar Camenzind   | Suisse     | Phonak Hearing Systems             | + 2 s            |
| 3e | Fabian Jeker      | Suisse     | Saunier Duval-Prodir               | + 6 s            |
| 4e | Steve Zampieri    | Suisse     | Vini Caldirola-Nobili Rubinetterie | + 7 s            |
| 5e | David Cañada      | Espagne    | Saunier Duval-Prodir               | + 8 s            |
| 6e | Bobby Julich      | États-Unis | CSC                                | + 24 s           |
| 7e | Kim Kirchen       | Luxembourg | Fassa Bortolo                      | + 25 s           |
| 8e | Alexandr Kolobnev | Russie     | Domina Vacanze                     | + 25 s           |
| 9e | Dario Cioni       | Italie     | Fassa Bortolo                      | + 25 s           |
| 10e | Georg Totschnig   | Autriche   | Gerolsteiner                       | + 25 s           |

### 6eétape
17 juin: Frutigen à Linthal, 161,7 km
| \| Classement de l'étape \| Classement de l'étape \| Classement de l'étape \| Classement de l'étape \| Classement de l'étape \| \| Coureur \| Coureur \| Pays \| Équipe \| Temps \| \| --------------------- \| --------------------- \| --------------------- \| ---------------------------------- \| --------------------- \| \| 1er \| Niki Aebersold \| Suisse \| Phonak Hearing Systems \| 5 h 04 min 07 s \| \| 2e \| Thorwald Veneberg \| Pays-Bas \| Rabobank \| + 2 min 51 s \| \| 3e \| Roger Beuchat \| Suisse \| Vini Caldirola-Nobili Rubinetterie \| + 3 min 00 s \| \| 4e \| Jan Ullrich \| Allemagne \| T-Mobile \| + 3 min 00 s \| \| 5e \| Georg Totschnig \| Autriche \| Gerolsteiner \| + 3 min 00 s \| \| 6e \| Fabian Jeker \| Suisse \| Saunier Duval-Prodir \| + 3 min 00 s \| \| 7e \| Txema del Olmo \| Espagne \| Milaneza-Maia \| + 3 min 00 s \| \| 8e \| Dario Cioni \| Italie \| Fassa Bortolo \| + 3 min 00 s \| \| 9e \| Giuseppe Guerini \| Italie \| T-Mobile \| + 3 min 00 s \| \| 10e \| Alexandre Moos \| Suisse \| Phonak Hearing Systems \| + 4 min 13 s \| |                   |           |                                    |                 |
| |                   |           |                                    |                 |
| |                   |           |                                    |                 |
| Classement de l'étape |                   |           |                                    |                 |
| Coureur | Coureur           | Pays      | Équipe                             | Temps           |
| 1er | Niki Aebersold    | Suisse    | Phonak Hearing Systems             | 5 h 04 min 07 s |
| 2e | Thorwald Veneberg | Pays-Bas  | Rabobank                           | + 2 min 51 s    |
| 3e | Roger Beuchat     | Suisse    | Vini Caldirola-Nobili Rubinetterie | + 3 min 00 s    |
| 4e | Jan Ullrich       | Allemagne | T-Mobile                           | + 3 min 00 s    |
| 5e | Georg Totschnig   | Autriche  | Gerolsteiner                       | + 3 min 00 s    |
| 6e | Fabian Jeker      | Suisse    | Saunier Duval-Prodir               | + 3 min 00 s    |
| 7e | Txema del Olmo    | Espagne   | Milaneza-Maia                      | + 3 min 00 s    |
| 8e | Dario Cioni       | Italie    | Fassa Bortolo                      | + 3 min 00 s    |
| 9e | Giuseppe Guerini  | Italie    | T-Mobile                           | + 3 min 00 s    |
| 10e | Alexandre Moos    | Suisse    | Phonak Hearing Systems             | + 4 min 13 s    |

| \| Classement général \| Classement général \| Classement général \| Classement général \| Classement général \| \| Coureur \| Coureur \| Pays \| Équipe \| Temps \| \| ------------------ \| ------------------ \| ------------------ \| ---------------------- \| ------------------ \| \| 1er \| Jan Ullrich \| Allemagne \| T-Mobile \| 25 h 50 min 32 s \| \| 2e \| Fabian Jeker \| Suisse \| Saunier Duval-Prodir \| + 6 s \| \| 3e \| Georg Totschnig \| Autriche \| Gerolsteiner \| + 25 s \| \| 4e \| Dario Cioni \| Italie \| Fassa Bortolo \| + 25 s \| \| 5e \| Txema del Olmo \| Espagne \| Milaneza-Maia \| + 25 s \| \| 6e \| Giuseppe Guerini \| Italie \| T-Mobile \| + 1 min 00 s \| \| 7e \| Oscar Camenzind \| Suisse \| Phonak Hearing Systems \| + 1 min 15 s \| \| 8e \| David Cañada \| Espagne \| Saunier Duval-Prodir \| + 1 min 21 s \| \| 9e \| Alexandre Moos \| Suisse \| Phonak Hearing Systems \| + 1 min 38 s \| \| 10e \| Patrik Sinkewitz \| Allemagne \| Quick Step-Davitamon \| + 1 min 38 s \| |                  |           |                        |                  |
| |                  |           |                        |                  |
| |                  |           |                        |                  |
| Classement général |                  |           |                        |                  |
| Coureur | Coureur          | Pays      | Équipe                 | Temps            |
| 1er | Jan Ullrich      | Allemagne | T-Mobile               | 25 h 50 min 32 s |
| 2e | Fabian Jeker     | Suisse    | Saunier Duval-Prodir   | + 6 s            |
| 3e | Georg Totschnig  | Autriche  | Gerolsteiner           | + 25 s           |
| 4e | Dario Cioni      | Italie    | Fassa Bortolo          | + 25 s           |
| 5e | Txema del Olmo   | Espagne   | Milaneza-Maia          | + 25 s           |
| 6e | Giuseppe Guerini | Italie    | T-Mobile               | + 1 min 00 s     |
| 7e | Oscar Camenzind  | Suisse    | Phonak Hearing Systems | + 1 min 15 s     |
| 8e | David Cañada     | Espagne   | Saunier Duval-Prodir   | + 1 min 21 s     |
| 9e | Alexandre Moos   | Suisse    | Phonak Hearing Systems | + 1 min 38 s     |
| 10e | Patrik Sinkewitz | Allemagne | Quick Step-Davitamon   | + 1 min 38 s     |

### 7eétape
18 juin: Linthal à Malbun (Liechtenstein), 133,7 km
| \| Classement de l'étape \| Classement de l'étape \| Classement de l'étape \| Classement de l'étape \| Classement de l'étape \| \| Coureur \| Coureur \| Pays \| Équipe \| Temps \| \| --------------------- \| --------------------- \| --------------------- \| ---------------------------------- \| --------------------- \| \| 1er \| Georg Totschnig \| Autriche \| Gerolsteiner \| 3 h 22 min 45 s \| \| 2e \| Fabian Jeker \| Suisse \| Saunier Duval-Prodir \| + 7 s \| \| 3e \| Fränk Schleck \| Luxembourg \| CSC \| + 14 s \| \| 4e \| Txema del Olmo \| Espagne \| Milaneza-Maia \| + 17 s \| \| 5e \| Dario Cioni \| Italie \| Fassa Bortolo \| + 28 s \| \| 6e \| Jan Ullrich \| Allemagne \| T-Mobile \| + 39 s \| \| 7e \| Santiago Pérez \| Espagne \| Phonak Hearing Systems \| + 41 s \| \| 8e \| Patrik Sinkewitz \| Allemagne \| Quick Step-Davitamon \| + 43 s \| \| 9e \| Evgueni Petrov \| Russie \| Saeco \| + 44 s \| \| 10e \| Steve Zampieri \| Suisse \| Vini Caldirola-Nobili Rubinetterie \| + 1 min 02 s \| |                  |            |                                    |                 |
| |                  |            |                                    |                 |
| |                  |            |                                    |                 |
| Classement de l'étape |                  |            |                                    |                 |
| Coureur | Coureur          | Pays       | Équipe                             | Temps           |
| 1er | Georg Totschnig  | Autriche   | Gerolsteiner                       | 3 h 22 min 45 s |
| 2e | Fabian Jeker     | Suisse     | Saunier Duval-Prodir               | + 7 s           |
| 3e | Fränk Schleck    | Luxembourg | CSC                                | + 14 s          |
| 4e | Txema del Olmo   | Espagne    | Milaneza-Maia                      | + 17 s          |
| 5e | Dario Cioni      | Italie     | Fassa Bortolo                      | + 28 s          |
| 6e | Jan Ullrich      | Allemagne  | T-Mobile                           | + 39 s          |
| 7e | Santiago Pérez   | Espagne    | Phonak Hearing Systems             | + 41 s          |
| 8e | Patrik Sinkewitz | Allemagne  | Quick Step-Davitamon               | + 43 s          |
| 9e | Evgueni Petrov   | Russie     | Saeco                              | + 44 s          |
| 10e | Steve Zampieri   | Suisse     | Vini Caldirola-Nobili Rubinetterie | + 1 min 02 s    |

| \| Classement général \| Classement général \| Classement général \| Classement général \| Classement général \| \| Coureur \| Coureur \| Pays \| Équipe \| Temps \| \| ------------------ \| ------------------ \| ------------------ \| ---------------------- \| ------------------ \| \| 1er \| Fabian Jeker \| Suisse \| Saunier Duval-Prodir \| 29 h 13 min 24 s \| \| 2e \| Georg Totschnig \| Autriche \| Gerolsteiner \| + 8 s \| \| 3e \| Jan Ullrich \| Allemagne \| T-Mobile \| + 32 s \| \| 4e \| Txema del Olmo \| Espagne \| Milaneza-Maia \| + 35 s \| \| 5e \| Dario Cioni \| Italie \| Fassa Bortolo \| + 46 s \| \| 6e \| Patrik Sinkewitz \| Allemagne \| Quick Step-Davitamon \| + 2 min 14 s \| \| 7e \| Giuseppe Guerini \| Italie \| T-Mobile \| + 2 min 15 s \| \| 8e \| Evgueni Petrov \| Russie \| Saeco \| + 2 min 21 s \| \| 9e \| David Cañada \| Espagne \| Saunier Duval-Prodir \| + 2 min 36 s \| \| 10e \| Oscar Camenzind \| Suisse \| Phonak Hearing Systems \| + 3 min 08 s \| |                  |           |                        |                  |
| |                  |           |                        |                  |
| |                  |           |                        |                  |
| Classement général |                  |           |                        |                  |
| Coureur | Coureur          | Pays      | Équipe                 | Temps            |
| 1er | Fabian Jeker     | Suisse    | Saunier Duval-Prodir   | 29 h 13 min 24 s |
| 2e | Georg Totschnig  | Autriche  | Gerolsteiner           | + 8 s            |
| 3e | Jan Ullrich      | Allemagne | T-Mobile               | + 32 s           |
| 4e | Txema del Olmo   | Espagne   | Milaneza-Maia          | + 35 s           |
| 5e | Dario Cioni      | Italie    | Fassa Bortolo          | + 46 s           |
| 6e | Patrik Sinkewitz | Allemagne | Quick Step-Davitamon   | + 2 min 14 s     |
| 7e | Giuseppe Guerini | Italie    | T-Mobile               | + 2 min 15 s     |
| 8e | Evgueni Petrov   | Russie    | Saeco                  | + 2 min 21 s     |
| 9e | David Cañada     | Espagne   | Saunier Duval-Prodir   | + 2 min 36 s     |
| 10e | Oscar Camenzind  | Suisse    | Phonak Hearing Systems | + 3 min 08 s     |

### 8eétape
19 juin: Buchs à Bellinzone, 191,3 km
| \| Classement de l'étape \| Classement de l'étape \| Classement de l'étape \| Classement de l'étape \| Classement de l'étape \| \| Coureur \| Coureur \| Pays \| Équipe \| Temps \| \| --------------------- \| --------------------- \| --------------------- \| ---------------------------------- \| --------------------- \| \| 1er \| Paolo Bettini \| Italie \| Quick Step-Davitamon \| 4 h 30 min 25 s \| \| 2e \| Patrick Calcagni \| Suisse \| Vini Caldirola-Nobili Rubinetterie \| + 1 min 04 s \| \| 3e \| Kim Kirchen \| Luxembourg \| Fassa Bortolo \| + 1 min 53 s \| \| 4e \| Santiago Pérez \| Espagne \| Phonak Hearing Systems \| + 1 min 53 s \| \| 5e \| Juan Fuentes \| Espagne \| Saeco \| + 2 min 27 s \| \| 6e \| Marco Serpellini \| Italie \| Gerolsteiner \| + 2 min 37 s \| \| 7e \| Sébastien Joly \| France \| Crédit Agricole \| + 2 min 41 s \| \| 8e \| Grischa Niermann \| Allemagne \| Rabobank \| + 2 min 55 s \| \| 9e \| Santiago Botero \| Colombie \| T-Mobile \| + 2 min 55 s \| \| 10e \| David Bernabéu \| Espagne \| Milaneza-Maia \| + 2 min 57 s \| |                  |            |                                    |                 |
| |                  |            |                                    |                 |
| |                  |            |                                    |                 |
| Classement de l'étape |                  |            |                                    |                 |
| Coureur | Coureur          | Pays       | Équipe                             | Temps           |
| 1er | Paolo Bettini    | Italie     | Quick Step-Davitamon               | 4 h 30 min 25 s |
| 2e | Patrick Calcagni | Suisse     | Vini Caldirola-Nobili Rubinetterie | + 1 min 04 s    |
| 3e | Kim Kirchen      | Luxembourg | Fassa Bortolo                      | + 1 min 53 s    |
| 4e | Santiago Pérez   | Espagne    | Phonak Hearing Systems             | + 1 min 53 s    |
| 5e | Juan Fuentes     | Espagne    | Saeco                              | + 2 min 27 s    |
| 6e | Marco Serpellini | Italie     | Gerolsteiner                       | + 2 min 37 s    |
| 7e | Sébastien Joly   | France     | Crédit Agricole                    | + 2 min 41 s    |
| 8e | Grischa Niermann | Allemagne  | Rabobank                           | + 2 min 55 s    |
| 9e | Santiago Botero  | Colombie   | T-Mobile                           | + 2 min 55 s    |
| 10e | David Bernabéu   | Espagne    | Milaneza-Maia                      | + 2 min 57 s    |

| \| Classement général \| Classement général \| Classement général \| Classement général \| Classement général \| \| Coureur \| Coureur \| Pays \| Équipe \| Temps \| \| ------------------ \| ------------------ \| ------------------ \| ---------------------- \| ------------------ \| \| 1er \| Fabian Jeker \| Suisse \| Saunier Duval-Prodir \| 33 h 47 min 08 s \| \| 2e \| Jan Ullrich \| Allemagne \| T-Mobile \| + 41 s \| \| 3e \| Georg Totschnig \| Autriche \| Gerolsteiner \| + 50 s \| \| 4e \| Dario Cioni \| Italie \| Fassa Bortolo \| + 51 s \| \| 5e \| Txema del Olmo \| Espagne \| Milaneza-Maia \| + 53 s \| \| 6e \| Patrik Sinkewitz \| Allemagne \| Quick Step-Davitamon \| + 2 min 23 s \| \| 7e \| Evgueni Petrov \| Russie \| Saeco \| + 2 min 32 s \| \| 8e \| Giuseppe Guerini \| Italie \| T-Mobile \| + 2 min 33 s \| \| 9e \| Oscar Camenzind \| Suisse \| Phonak Hearing Systems \| + 3 min 19 s \| \| 10e \| David Cañada \| Espagne \| Saunier Duval-Prodir \| + 3 min 28 s \| |                  |           |                        |                  |
| |                  |           |                        |                  |
| |                  |           |                        |                  |
| Classement général |                  |           |                        |                  |
| Coureur | Coureur          | Pays      | Équipe                 | Temps            |
| 1er | Fabian Jeker     | Suisse    | Saunier Duval-Prodir   | 33 h 47 min 08 s |
| 2e | Jan Ullrich      | Allemagne | T-Mobile               | + 41 s           |
| 3e | Georg Totschnig  | Autriche  | Gerolsteiner           | + 50 s           |
| 4e | Dario Cioni      | Italie    | Fassa Bortolo          | + 51 s           |
| 5e | Txema del Olmo   | Espagne   | Milaneza-Maia          | + 53 s           |
| 6e | Patrik Sinkewitz | Allemagne | Quick Step-Davitamon   | + 2 min 23 s     |
| 7e | Evgueni Petrov   | Russie    | Saeco                  | + 2 min 32 s     |
| 8e | Giuseppe Guerini | Italie    | T-Mobile               | + 2 min 33 s     |
| 9e | Oscar Camenzind  | Suisse    | Phonak Hearing Systems | + 3 min 19 s     |
| 10e | David Cañada     | Espagne   | Saunier Duval-Prodir   | + 3 min 28 s     |

### 9eétape
20 juin: Lugano à Lugano, 25,5 km
| \| Classement de l'étape \| Classement de l'étape \| Classement de l'étape \| Classement de l'étape \| Classement de l'étape \| \| Coureur \| Coureur \| Pays \| Équipe \| Temps \| \| --------------------- \| --------------------- \| --------------------- \| -------------------------------- \| --------------------- \| \| 1er \| Jan Ullrich \| Allemagne \| T-Mobile \| 31 min 36 s \| \| 2e \| László Bodrogi \| Hongrie \| Quick Step-Davitamon \| + 8 s \| \| 3e \| Fabian Cancellara \| Suisse \| Fassa Bortolo \| + 10 s \| \| 4e \| Evgueni Petrov \| Russie \| Saeco \| + 22 s \| \| 5e \| Bobby Julich \| États-Unis \| CSC \| + 40 s \| \| 6e \| Fabian Jeker \| Suisse \| Saunier Duval-Prodir \| + 42 s \| \| 7e \| Benjamin Day \| Australie \| Mr Bookmaker.com-Palmans \| + 49 s \| \| 8e \| Bart Voskamp \| Pays-Bas \| Chocolade Jacques-Wincor Nixdorf \| + 52 s \| \| 9e \| Marc Wauters \| Belgique \| Rabobank \| + 54 s \| \| 10e \| Daniele Nardello \| Italie \| T-Mobile \| + 56 s \| |                   |            |                                  |             |
| |                   |            |                                  |             |
| |                   |            |                                  |             |
| Classement de l'étape |                   |            |                                  |             |
| Coureur | Coureur           | Pays       | Équipe                           | Temps       |
| 1er | Jan Ullrich       | Allemagne  | T-Mobile                         | 31 min 36 s |
| 2e | László Bodrogi    | Hongrie    | Quick Step-Davitamon             | + 8 s       |
| 3e | Fabian Cancellara | Suisse     | Fassa Bortolo                    | + 10 s      |
| 4e | Evgueni Petrov    | Russie     | Saeco                            | + 22 s      |
| 5e | Bobby Julich      | États-Unis | CSC                              | + 40 s      |
| 6e | Fabian Jeker      | Suisse     | Saunier Duval-Prodir             | + 42 s      |
| 7e | Benjamin Day      | Australie  | Mr Bookmaker.com-Palmans         | + 49 s      |
| 8e | Bart Voskamp      | Pays-Bas   | Chocolade Jacques-Wincor Nixdorf | + 52 s      |
| 9e | Marc Wauters      | Belgique   | Rabobank                         | + 54 s      |
| 10e | Daniele Nardello  | Italie     | T-Mobile                         | + 56 s      |

## Classements finals

### Classement général
| \| Classement général \| Classement général \| Classement général \| Classement général \| Classement général \| \| Coureur \| Coureur \| Pays \| Équipe \| Temps \| \| ------------------ \| ------------------ \| ------------------ \| ---------------------- \| ------------------ \| \| 1er \| Jan Ullrich \| Allemagne \| T-Mobile \| 34 h 19 min 25 s \| \| 2e \| Fabian Jeker \| Suisse \| Saunier Duval-Prodir \| + 1 s \| \| 3e \| Dario Cioni \| Italie \| Fassa Bortolo \| + 1 min 20 s \| \| 4e \| Georg Totschnig \| Autriche \| Gerolsteiner \| + 1 min 26 s \| \| 5e \| Evgueni Petrov \| Russie \| Saeco \| + 2 min 14 s \| \| 6e \| Txema del Olmo \| Espagne \| Milaneza-Maia \| + 2 min 17 s \| \| 7e \| Patrik Sinkewitz \| Allemagne \| Quick Step-Davitamon \| + 3 min 18 s \| \| 8e \| Giuseppe Guerini \| Italie \| T-Mobile \| + 3 min 20 s \| \| 9e \| Oscar Camenzind \| Suisse \| Phonak Hearing Systems \| + 4 min 38 s \| \| 10e \| David Cañada \| Espagne \| Saunier Duval-Prodir \| + 4 min 46 s \| |                  |           |                        |                  |
| |                  |           |                        |                  |
| |                  |           |                        |                  |
| Classement général |                  |           |                        |                  |
| Coureur | Coureur          | Pays      | Équipe                 | Temps            |
| 1er | Jan Ullrich      | Allemagne | T-Mobile               | 34 h 19 min 25 s |
| 2e | Fabian Jeker     | Suisse    | Saunier Duval-Prodir   | + 1 s            |
| 3e | Dario Cioni      | Italie    | Fassa Bortolo          | + 1 min 20 s     |
| 4e | Georg Totschnig  | Autriche  | Gerolsteiner           | + 1 min 26 s     |
| 5e | Evgueni Petrov   | Russie    | Saeco                  | + 2 min 14 s     |
| 6e | Txema del Olmo   | Espagne   | Milaneza-Maia          | + 2 min 17 s     |
| 7e | Patrik Sinkewitz | Allemagne | Quick Step-Davitamon   | + 3 min 18 s     |
| 8e | Giuseppe Guerini | Italie    | T-Mobile               | + 3 min 20 s     |
| 9e | Oscar Camenzind  | Suisse    | Phonak Hearing Systems | + 4 min 38 s     |
| 10e | David Cañada     | Espagne   | Saunier Duval-Prodir   | + 4 min 46 s     |

| Classement par points | Classement par points | Classement par points | Classement par points  | Classement par points |
| Coureur               | Coureur               | Pays                  | Équipe                 | Points                |
| --------------------- | --------------------- | --------------------- | ---------------------- | --------------------- |
| 1er                   | Jan Ullrich           | Allemagne             | T-Mobile               | 61 pts                |
| 2e                    | Fabian Jeker          | Suisse                | Saunier Duval-Prodir   | 58 pts                |
| 3e                    | Robert Hunter         | Afrique du Sud        | Rabobank               | 56 pts                |
| 4e                    | Kim Kirchen           | Luxembourg            | Fassa Bortolo          | 38 pts                |
| 5e                    | Georg Totschnig       | Autriche              | Gerolsteiner           | 30 pts                |
| 6e                    | Oscar Camenzind       | Suisse                | Phonak Hearing Systems | 26 pts                |
| 7e                    | Bobby Julich          | États-Unis            | CSC                    | 23 pts                |
| 8e                    | Alexandr Kolobnev     | Russie                | Domina Vacanze         | 22 pts                |
| 9e                    | Dario Cioni           | Italie                | Fassa Bortolo          | 21 pts                |
| 10e                   | Txema del Olmo        | Espagne               | Milaneza-Maia          | 21 pts                |

| Classement par points | Classement par points | Classement par points | Classement par points  | Classement par points |
| Coureur               | Coureur               | Pays                  | Équipe                 | Points                |
| --------------------- | --------------------- | --------------------- | ---------------------- | --------------------- |
| 1er                   | Jan Ullrich           | Allemagne             | T-Mobile               | 61 pts                |
| 2e                    | Fabian Jeker          | Suisse                | Saunier Duval-Prodir   | 58 pts                |
| 3e                    | Robert Hunter         | Afrique du Sud        | Rabobank               | 56 pts                |
| 4e                    | Kim Kirchen           | Luxembourg            | Fassa Bortolo          | 38 pts                |
| 5e                    | Georg Totschnig       | Autriche              | Gerolsteiner           | 30 pts                |
| 6e                    | Oscar Camenzind       | Suisse                | Phonak Hearing Systems | 26 pts                |
| 7e                    | Bobby Julich          | États-Unis            | CSC                    | 23 pts                |
| 8e                    | Alexandr Kolobnev     | Russie                | Domina Vacanze         | 22 pts                |
| 9e                    | Dario Cioni           | Italie                | Fassa Bortolo          | 21 pts                |
| 10e                   | Txema del Olmo        | Espagne               | Milaneza-Maia          | 21 pts                |

| Classement de la montagne | Classement de la montagne | Classement de la montagne | Classement de la montagne          | Classement de la montagne |
| Coureur                   | Coureur                   | Pays                      | Équipe                             | Points                    |
| ------------------------- | ------------------------- | ------------------------- | ---------------------------------- | ------------------------- |
| 1er                       | Niki Aebersold            | Suisse                    | Phonak Hearing Systems             | 48 pts                    |
| 2e                        | Thorwald Veneberg         | Pays-Bas                  | Rabobank                           | 30 pts                    |
| 3e                        | Roger Beuchat             | Suisse                    | Vini Caldirola-Nobili Rubinetterie | 24 pts                    |
| 4e                        | Michael Blaudzun          | Danemark                  | CSC                                | 20 pts                    |
| 5e                        | Martin Elmiger            | Suisse                    | Phonak Hearing Systems             | 17 pts                    |
| 6e                        | Robert Hunter             | Afrique du Sud            | Rabobank                           | 13 pts                    |
| 7e                        | Juan Fuentes              | Espagne                   | Saeco                              | 12 pts                    |
| 8e                        | Fabian Jeker              | Suisse                    | Saunier Duval-Prodir               | 12 pts                    |
| 9e                        | Georg Totschnig           | Autriche                  | Gerolsteiner                       | 8 pts                     |
| 10e                       | David Bernabéu            | Espagne                   | Milaneza-Maia                      | 8 pts                     |

| Classement de la montagne | Classement de la montagne | Classement de la montagne | Classement de la montagne          | Classement de la montagne |
| Coureur                   | Coureur                   | Pays                      | Équipe                             | Points                    |
| ------------------------- | ------------------------- | ------------------------- | ---------------------------------- | ------------------------- |
| 1er                       | Niki Aebersold            | Suisse                    | Phonak Hearing Systems             | 48 pts                    |
| 2e                        | Thorwald Veneberg         | Pays-Bas                  | Rabobank                           | 30 pts                    |
| 3e                        | Roger Beuchat             | Suisse                    | Vini Caldirola-Nobili Rubinetterie | 24 pts                    |
| 4e                        | Michael Blaudzun          | Danemark                  | CSC                                | 20 pts                    |
| 5e                        | Martin Elmiger            | Suisse                    | Phonak Hearing Systems             | 17 pts                    |
| 6e                        | Robert Hunter             | Afrique du Sud            | Rabobank                           | 13 pts                    |
| 7e                        | Juan Fuentes              | Espagne                   | Saeco                              | 12 pts                    |
| 8e                        | Fabian Jeker              | Suisse                    | Saunier Duval-Prodir               | 12 pts                    |
| 9e                        | Georg Totschnig           | Autriche                  | Gerolsteiner                       | 8 pts                     |
| 10e                       | David Bernabéu            | Espagne                   | Milaneza-Maia                      | 8 pts                     |

| Classement des sprints | Classement des sprints | Classement des sprints | Classement des sprints             | Classement des sprints |
| Coureur                | Coureur                | Pays                   | Équipe                             | Points                 |
| ---------------------- | ---------------------- | ---------------------- | ---------------------------------- | ---------------------- |
| 1er                    | Robert Hunter          | Afrique du Sud         | Rabobank                           | 24 pts                 |
| 2e                     | Thorwald Veneberg      | Pays-Bas               | Rabobank                           | 13 pts                 |
| 3e                     | Juan Manuel Gárate     | Espagne                | Lampre                             | 13 pts                 |
| 4e                     | Erwin Thijs            | Belgique               | Mr Bookmaker.com-Palmans           | 12 pts                 |
| 5e                     | Michael Blaudzun       | Danemark               | CSC                                | 10 pts                 |
| 6e                     | Alessandro Cortinovis  | Italie                 | Lampre                             | 7 pts                  |
| 7e                     | Patrick Calcagni       | Suisse                 | Vini Caldirola-Nobili Rubinetterie | 7 pts                  |
| 8e                     | Steve Zampieri         | Suisse                 | Vini Caldirola-Nobili Rubinetterie | 6 pts                  |
| 9e                     | László Bodrogi         | Hongrie                | Quick Step-Davitamon               | 6 pts                  |
| 10e                    | Roger Beuchat          | Suisse                 | Vini Caldirola-Nobili Rubinetterie | 6 pts                  |

| Classement des sprints | Classement des sprints | Classement des sprints | Classement des sprints             | Classement des sprints |
| Coureur                | Coureur                | Pays                   | Équipe                             | Points                 |
| ---------------------- | ---------------------- | ---------------------- | ---------------------------------- | ---------------------- |
| 1er                    | Robert Hunter          | Afrique du Sud         | Rabobank                           | 24 pts                 |
| 2e                     | Thorwald Veneberg      | Pays-Bas               | Rabobank                           | 13 pts                 |
| 3e                     | Juan Manuel Gárate     | Espagne                | Lampre                             | 13 pts                 |
| 4e                     | Erwin Thijs            | Belgique               | Mr Bookmaker.com-Palmans           | 12 pts                 |
| 5e                     | Michael Blaudzun       | Danemark               | CSC                                | 10 pts                 |
| 6e                     | Alessandro Cortinovis  | Italie                 | Lampre                             | 7 pts                  |
| 7e                     | Patrick Calcagni       | Suisse                 | Vini Caldirola-Nobili Rubinetterie | 7 pts                  |
| 8e                     | Steve Zampieri         | Suisse                 | Vini Caldirola-Nobili Rubinetterie | 6 pts                  |
| 9e                     | László Bodrogi         | Hongrie                | Quick Step-Davitamon               | 6 pts                  |
| 10e                    | Roger Beuchat          | Suisse                 | Vini Caldirola-Nobili Rubinetterie | 6 pts                  |

| Classement par équipes | Classement par équipes             | Classement par équipes | Classement par équipes |
| Équipe                 | Équipe                             | Pays                   | Temps                  |
| ---------------------- | ---------------------------------- | ---------------------- | ---------------------- |
| 1re                    | Phonak Hearing Systems             | Suisse                 | 103 h 03 min 04 s      |
| 2e                     | Fassa Bortolo                      | Italie                 | + 7 min 49 s           |
| 3e                     | Milaneza-Maia                      | Portugal               | + 11 min 37 s          |
| 4e                     | T-Mobile                           | Allemagne              | + 22 min 55 s          |
| 5e                     | Saeco                              | Italie                 | + 35 min 47 s          |
| 6e                     | Vini Caldirola-Nobili Rubinetterie | Italie                 | + 38 min 28 s          |
| 7e                     | Quick Step-Davitamon               | Belgique               | + 45 min 25 s          |
| 8e                     | Lampre                             | Italie                 | + 48 min 07 s          |
| 9e                     | CSC                                | Danemark               | + 48 min 48 s          |
| 10e                    | Saunier Duval-Prodir               | Espagne                | + 56 min 23 s          |

| Classement par équipes | Classement par équipes             | Classement par équipes | Classement par équipes |
| Équipe                 | Équipe                             | Pays                   | Temps                  |
| ---------------------- | ---------------------------------- | ---------------------- | ---------------------- |
| 1re                    | Phonak Hearing Systems             | Suisse                 | 103 h 03 min 04 s      |
| 2e                     | Fassa Bortolo                      | Italie                 | + 7 min 49 s           |
| 3e                     | Milaneza-Maia                      | Portugal               | + 11 min 37 s          |
| 4e                     | T-Mobile                           | Allemagne              | + 22 min 55 s          |
| 5e                     | Saeco                              | Italie                 | + 35 min 47 s          |
| 6e                     | Vini Caldirola-Nobili Rubinetterie | Italie                 | + 38 min 28 s          |
| 7e                     | Quick Step-Davitamon               | Belgique               | + 45 min 25 s          |
| 8e                     | Lampre                             | Italie                 | + 48 min 07 s          |
| 9e                     | CSC                                | Danemark               | + 48 min 48 s          |
| 10e                    | Saunier Duval-Prodir               | Espagne                | + 56 min 23 s          |

## Évolution des classements
| Étape              | Vainqueur          | Classement général | Classement par points | Grand Prix de la montagne | Classement des sprints | Classement par équipes |
| ------------------ | ------------------ | ------------------ | --------------------- | ------------------------- | ---------------------- | ---------------------- |
| 1                  | Jan Ullrich        | Jan Ullrich        | Jan Ullrich           | David Cañada              | Steve Zampieri         | Phonak Hearing Systems |
| 2                  | Robbie McEwen      | Jan Ullrich        | Jan Ullrich           | Martin Elmiger            | Markus Zberg           | Phonak Hearing Systems |
| 3                  | Robert Hunter      | Jan Ullrich        | Robert Hunter         | Martin Elmiger            | Robert Hunter          | Phonak Hearing Systems |
| 4                  | Robbie McEwen      | Jan Ullrich        | Robbie McEwen         | Martin Elmiger            | Robert Hunter          | Phonak Hearing Systems |
| 5                  | Robert Hunter      | Jan Ullrich        | Robert Hunter         | Martin Elmiger            | Robert Hunter          | Phonak Hearing Systems |
| 6                  | Niki Aebersold     | Jan Ullrich        | Robert Hunter         | Niki Aebersold            | Robert Hunter          | Phonak Hearing Systems |
| 7                  | Georg Totschnig    | Fabian Jeker       | Robert Hunter         | Niki Aebersold            | Robert Hunter          | Phonak Hearing Systems |
| 8                  | Paolo Bettini      | Fabian Jeker       | Robert Hunter         | Niki Aebersold            | Robert Hunter          | Phonak Hearing Systems |
| 9                  | Jan Ullrich        | Jan Ullrich        | Jan Ullrich           | Niki Aebersold            | Robert Hunter          | Phonak Hearing Systems |
| Classements finals | Classements finals | Jan Ullrich        | Jan Ullrich           | Niki Aebersold            | Robert Hunter          | Phonak Hearing Systems |

## Liste des participants
| T-Mobile TMO | T-Mobile TMO               | T-Mobile TMO |
| ------------ | -------------------------- | ------------ |
| Num          | Coureur                    | Pos          |
| 1            | Alexandre Vinokourov (KAZ) |              |
| 2            | Santiago Botero (COL)      |              |
| 3            | Giuseppe Guerini (ITA)     |              |
| 4            | Sergueï Ivanov (RUS)       |              |
| 5            | Daniele Nardello (ITA)     |              |
| 6            | Tobias Steinhauser (GER)   |              |
| 7            | Jan Ullrich (GER)          |              |
| 8            | Steffen Wesemann (GER)     |              |

| Alessio-Bianchi ALB | Alessio-Bianchi ALB        | Alessio-Bianchi ALB |
| ------------------- | -------------------------- | ------------------- |
| Num                 | Coureur                    | Pos                 |
| 11                  | Fabio Baldato (ITA)        |                     |
| 12                  | Pietro Caucchioli (ITA)    |                     |
| 13                  | Raffaele Ferrara (ITA)     |                     |
| 14                  | Martin Hvastija (SLO)      |                     |
| 15                  | René Jørgensen (DEN)       |                     |
| 16                  | Claus Michael Møller (DEN) |                     |
| 17                  | Scott Sunderland (AUS)     |                     |
| 18                  | Ruslan Ivanov (MDA)        |                     |

| Crédit Agricole C.A | Crédit Agricole C.A     | Crédit Agricole C.A |
| ------------------- | ----------------------- | ------------------- |
| Num                 | Coureur                 | Pos                 |
| 21                  | Stéphane Augé (FRA)     |                     |
| 22                  | Julian Dean (NZL)       |                     |
| 23                  | Sébastien Hinault (FRA) |                     |
| 24                  | Bradley Wiggins (GBR)   |                     |
| 25                  | Andrey Kashechkin (KAZ) |                     |
| 26                  | Éric Leblacher (FRA)    |                     |
| 27                  | Sébastien Joly (FRA)    |                     |
| 28                  | Damien Nazon (FRA)      |                     |

| Chocolade Jacques-Wincor Nixdorf CHO | Chocolade Jacques-Wincor Nixdorf CHO | Chocolade Jacques-Wincor Nixdorf CHO |
| ------------------------------------ | ------------------------------------ | ------------------------------------ |
| Num                                  | Coureur                              | Pos                                  |
| 31                                   | Andoni Aranaga (ESP)                 |                                      |
| 32                                   | Bert Hiemstra (NED)                  |                                      |
| 33                                   | Christophe Stevens (BEL)             |                                      |
| 34                                   | John Gadret (FRA)                    |                                      |
| 35                                   | Gerben Löwik (NED)                   |                                      |
| 36                                   | Zbigniew Piątek (POL)                |                                      |
| 37                                   | Bart Voskamp (NED)                   |                                      |
| 38                                   | Geert Verheyen (BEL)                 |                                      |

| CSC | CSC                      | CSC |
| --- | ------------------------ | --- |
| Num | Coureur                  | Pos |
| 41  | Bobby Julich (USA)       |     |
| 42  | Michael Blaudzun (DEN)   |     |
| 43  | Bekim Christensen        |     |
| 44  | Fabrizio Guidi (ITA)     |     |
| 45  | Tristan Hoffman (NED)    |     |
| 46  | Peter Luttenberger (AUT) |     |
| 47  | Fränk Schleck (LUX)      |     |
| 48  | Vladimir Gusev (RUS)     |     |

| Domina Vacanze DVE | Domina Vacanze DVE              | Domina Vacanze DVE |
| ------------------ | ------------------------------- | ------------------ |
| Num                | Coureur                         | Pos                |
| 51                 | Gian Matteo Fagnini (ITA)       |                    |
| 52                 | Aleksandr Bajenov (RUS) (route) |                    |
| 53                 | David Clinger (USA)             |                    |
| 54                 | Murilo Fischer (BRA)            |                    |
| 55                 | Massimiliano Gentili (ITA)      |                    |
| 56                 | Timothy David Jones (ZIM)       |                    |
| 57                 | Alexandr Kolobnev (RUS)         |                    |
| 58                 | Andris Naudužs (LAT) (route)    |                    |

| Fassa Bortolo FAS | Fassa Bortolo FAS       | Fassa Bortolo FAS |
| ----------------- | ----------------------- | ----------------- |
| Num               | Coureur                 | Pos               |
| 61                | Fabian Cancellara (SUI) |                   |
| 62                | Francesco Chicchi (ITA) |                   |
| 63                | Massimo Codol (ITA)     |                   |
| 64                | Tom Danielson (USA)     |                   |
| 65                | Kim Kirchen (LUX)       |                   |
| 66                | Alberto Ongarato (ITA)  |                   |
| 67                | Dario Cioni (ITA)       |                   |
| 68                | Volodymyr Gustov (UKR)  |                   |

| Gerolsteiner GST | Gerolsteiner GST              | Gerolsteiner GST |
| ---------------- | ----------------------------- | ---------------- |
| Num              | Coureur                       | Pos              |
| 71               | Georg Totschnig (AUT) (route) |                  |
| 72               | Markus Fothen (GER)           |                  |
| 73               | Robert Förster (GER)          |                  |
| 74               | Gianni Faresin (ITA)          |                  |
| 75               | Olaf Pollack (GER)            |                  |
| 76               | Marco Serpellini (ITA)        |                  |
| 77               | Marcel Strauss (SUI)          |                  |
| 78               | Markus Zberg (SUI)            |                  |

| Lampre LAM | Lampre LAM                  | Lampre LAM |
| ---------- | --------------------------- | ---------- |
| Num        | Coureur                     | Pos        |
| 81         | Francesco Casagrande (ITA)  |            |
| 82         | Sergio Barbero (ITA)        |            |
| 83         | Wladimir Belli (ITA)        |            |
| 84         | Gianluca Bortolami (ITA)    |            |
| 85         | Alessandro Cortinovis (ITA) |            |
| 86         | Simone Bertoletti (ITA)     |            |
| 87         | Juan Manuel Gárate (ESP)    |            |
| 88         | Patxi Vila (ESP)            |            |

| Lotto-Domo ___ | Lotto-Domo ___             | Lotto-Domo ___ |
| -------------- | -------------------------- | -------------- |
| Num            | Coureur                    | Pos            |
| 91             | Axel Merckx (BEL)          |                |
| 92             | Rik Verbrugghe (BEL)       |                |
| 93             | Robbie McEwen (AUS)        |                |
| 94             | Christophe Detilloux (BEL) |                |
| 95             | Thierry Marichal (BEL)     |                |
| 96             | Glenn D'Hollander (BEL)    |                |
| 97             | Wim Vansevenant (BEL)      |                |
| 98             | Kevin Van Impe (BEL)       |                |

| Milaneza-Maia MIL | Milaneza-Maia MIL       | Milaneza-Maia MIL |
| ----------------- | ----------------------- | ----------------- |
| Num               | Coureur                 | Pos               |
| 101               | David Bernabéu (ESP)    |                   |
| 102               | Andrei Zintchenko (RUS) |                   |
| 103               | Rui Lavarinhas (POR)    |                   |
| 104               | Pedro Cardoso (POR)     |                   |
| 105               | Rui Sousa (POR)         |                   |
| 106               | Txema del Olmo (ESP)    |                   |
| 107               | Gonçalo Amorim (POR)    |                   |
| 108               | Bruno Castanheira (POR) |                   |

| Mr Bookmaker.com-Palmans PAL | Mr Bookmaker.com-Palmans PAL | Mr Bookmaker.com-Palmans PAL |
| ---------------------------- | ---------------------------- | ---------------------------- |
| Num                          | Coureur                      | Pos                          |
| 111                          | Ángel Castresana (ESP)       |                              |
| 112                          | Johan Coenen (BEL)           |                              |
| 113                          | Davy Commeyne (BEL)          |                              |
| 114                          | Roger Hammond (GBR)          |                              |
| 115                          | Jeremy Hunt (GBR)            |                              |
| 116                          | Erwin Thijs (BEL)            |                              |
| 117                          | Benjamin Day (AUS)           |                              |
| 118                          | Peter Wuyts (BEL)            |                              |

| Phonak Hearing Systems PHO | Phonak Hearing Systems PHO | Phonak Hearing Systems PHO |
| -------------------------- | -------------------------- | -------------------------- |
| Num                        | Coureur                    | Pos                        |
| 121                        | Alex Zülle (SUI)           |                            |
| 122                        | Niki Aebersold (SUI)       |                            |
| 123                        | Oscar Camenzind (SUI)      |                            |
| 124                        | Martin Elmiger (SUI)       |                            |
| 125                        | Alexandre Moos (SUI)       |                            |
| 126                        | Santiago Pérez (ESP)       |                            |
| 127                        | Grégory Rast (SUI)         |                            |
| 128                        | Daniel Schnider (SUI)      |                            |

| Quick Step-Davitamon QSD | Quick Step-Davitamon QSD    | Quick Step-Davitamon QSD |
| ------------------------ | --------------------------- | ------------------------ |
| Num                      | Coureur                     | Pos                      |
| 131                      | Paolo Bettini (ITA) (route) |                          |
| 132                      | László Bodrogi (HUN)        |                          |
| 133                      | Davide Bramati (ITA)        |                          |
| 134                      | Aurélien Clerc (SUI)        |                          |
| 135                      | Bram Tankink (NED)          |                          |
| 136                      | Luca Paolini (ITA)          |                          |
| 137                      | Patrik Sinkewitz (GER)      |                          |
| 138                      | Jurgen Van Goolen (BEL)     |                          |

| Rabobank RAB | Rabobank RAB             | Rabobank RAB |
| ------------ | ------------------------ | ------------ |
| Num          | Coureur                  | Pos          |
| 141          | Marc Wauters (BEL)       |              |
| 142          | Jan Boven (NED)          |              |
| 143          | Maarten den Bakker (NED) |              |
| 144          | Mathew Hayman (AUS)      |              |
| 145          | Robert Hunter (RSA)      |              |
| 146          | Grischa Niermann (GER)   |              |
| 147          | Thorwald Veneberg (NED)  |              |
| 148          | Pieter Weening (NED)     |              |

| Saeco SAE | Saeco SAE                 | Saeco SAE |
| --------- | ------------------------- | --------- |
| Num       | Coureur                   | Pos       |
| 151       | Salvatore Commesso (ITA)  |           |
| 152       | Antonio Bucciero (ITA)    |           |
| 153       | Gerrit Glomser (AUT)      |           |
| 154       | David Loosli (SUI)        |           |
| 155       | Juan Fuentes (ESP)        |           |
| 156       | Jörg Ludewig (GER)        |           |
| 157       | Evgueni Petrov (RUS)      |           |
| 158       | Marius Sabaliauskas (LTU) |           |

| Saunier Duval-Prodir SDV | Saunier Duval-Prodir SDV | Saunier Duval-Prodir SDV |
| ------------------------ | ------------------------ | ------------------------ |
| Num                      | Coureur                  | Pos                      |
| 161                      | Fabian Jeker (SUI)       |                          |
| 162                      | Rubens Bertogliati (SUI) |                          |
| 163                      | Juan Gomis (ESP)         |                          |
| 164                      | Juan José Cobo (ESP)     |                          |
| 165                      | Rubén Lobato (ESP)       |                          |
| 166                      | Alberto Loddo (ITA)      |                          |
| 167                      | David Cañada (ESP)       |                          |
| 168                      | Oliver Zaugg (SUI)       |                          |

| Vini Caldirola-Nobili Rubinetterie ___ | Vini Caldirola-Nobili Rubinetterie ___ | Vini Caldirola-Nobili Rubinetterie ___ |
| -------------------------------------- | -------------------------------------- | -------------------------------------- |
| Num                                    | Coureur                                | Pos                                    |
| 171                                    | Stefano Garzelli (ITA)                 |                                        |
| 172                                    | Roger Beuchat (SUI)                    |                                        |
| 173                                    | Patrick Calcagni (SUI)                 |                                        |
| 174                                    | Mauro Gerosa (ITA)                     |                                        |
| 175                                    | Marco Milesi (ITA)                     |                                        |
| 176                                    | Pavel Tonkov (RUS)                     |                                        |
| 177                                    | Steve Zampieri (SUI)                   |                                        |
| 178                                    | Marco Zanotti (ITA)                    |                                        |

| T-Mobile TMO | T-Mobile TMO               | T-Mobile TMO |
| ------------ | -------------------------- | ------------ |
| Num          | Coureur                    | Pos          |
| 1            | Alexandre Vinokourov (KAZ) |              |
| 2            | Santiago Botero (COL)      |              |
| 3            | Giuseppe Guerini (ITA)     |              |
| 4            | Sergueï Ivanov (RUS)       |              |
| 5            | Daniele Nardello (ITA)     |              |
| 6            | Tobias Steinhauser (GER)   |              |
| 7            | Jan Ullrich (GER)          |              |
| 8            | Steffen Wesemann (GER)     |              |

| Alessio-Bianchi ALB | Alessio-Bianchi ALB        | Alessio-Bianchi ALB |
| ------------------- | -------------------------- | ------------------- |
| Num                 | Coureur                    | Pos                 |
| 11                  | Fabio Baldato (ITA)        |                     |
| 12                  | Pietro Caucchioli (ITA)    |                     |
| 13                  | Raffaele Ferrara (ITA)     |                     |
| 14                  | Martin Hvastija (SLO)      |                     |
| 15                  | René Jørgensen (DEN)       |                     |
| 16                  | Claus Michael Møller (DEN) |                     |
| 17                  | Scott Sunderland (AUS)     |                     |
| 18                  | Ruslan Ivanov (MDA)        |                     |

| Crédit Agricole C.A | Crédit Agricole C.A     | Crédit Agricole C.A |
| ------------------- | ----------------------- | ------------------- |
| Num                 | Coureur                 | Pos                 |
| 21                  | Stéphane Augé (FRA)     |                     |
| 22                  | Julian Dean (NZL)       |                     |
| 23                  | Sébastien Hinault (FRA) |                     |
| 24                  | Bradley Wiggins (GBR)   |                     |
| 25                  | Andrey Kashechkin (KAZ) |                     |
| 26                  | Éric Leblacher (FRA)    |                     |
| 27                  | Sébastien Joly (FRA)    |                     |
| 28                  | Damien Nazon (FRA)      |                     |

| Chocolade Jacques-Wincor Nixdorf CHO | Chocolade Jacques-Wincor Nixdorf CHO | Chocolade Jacques-Wincor Nixdorf CHO |
| ------------------------------------ | ------------------------------------ | ------------------------------------ |
| Num                                  | Coureur                              | Pos                                  |
| 31                                   | Andoni Aranaga (ESP)                 |                                      |
| 32                                   | Bert Hiemstra (NED)                  |                                      |
| 33                                   | Christophe Stevens (BEL)             |                                      |
| 34                                   | John Gadret (FRA)                    |                                      |
| 35                                   | Gerben Löwik (NED)                   |                                      |
| 36                                   | Zbigniew Piątek (POL)                |                                      |
| 37                                   | Bart Voskamp (NED)                   |                                      |
| 38                                   | Geert Verheyen (BEL)                 |                                      |

| CSC | CSC                      | CSC |
| --- | ------------------------ | --- |
| Num | Coureur                  | Pos |
| 41  | Bobby Julich (USA)       |     |
| 42  | Michael Blaudzun (DEN)   |     |
| 43  | Bekim Christensen        |     |
| 44  | Fabrizio Guidi (ITA)     |     |
| 45  | Tristan Hoffman (NED)    |     |
| 46  | Peter Luttenberger (AUT) |     |
| 47  | Fränk Schleck (LUX)      |     |
| 48  | Vladimir Gusev (RUS)     |     |

| Domina Vacanze DVE | Domina Vacanze DVE              | Domina Vacanze DVE |
| ------------------ | ------------------------------- | ------------------ |
| Num                | Coureur                         | Pos                |
| 51                 | Gian Matteo Fagnini (ITA)       |                    |
| 52                 | Aleksandr Bajenov (RUS) (route) |                    |
| 53                 | David Clinger (USA)             |                    |
| 54                 | Murilo Fischer (BRA)            |                    |
| 55                 | Massimiliano Gentili (ITA)      |                    |
| 56                 | Timothy David Jones (ZIM)       |                    |
| 57                 | Alexandr Kolobnev (RUS)         |                    |
| 58                 | Andris Naudužs (LAT) (route)    |                    |

| Fassa Bortolo FAS | Fassa Bortolo FAS       | Fassa Bortolo FAS |
| ----------------- | ----------------------- | ----------------- |
| Num               | Coureur                 | Pos               |
| 61                | Fabian Cancellara (SUI) |                   |
| 62                | Francesco Chicchi (ITA) |                   |
| 63                | Massimo Codol (ITA)     |                   |
| 64                | Tom Danielson (USA)     |                   |
| 65                | Kim Kirchen (LUX)       |                   |
| 66                | Alberto Ongarato (ITA)  |                   |
| 67                | Dario Cioni (ITA)       |                   |
| 68                | Volodymyr Gustov (UKR)  |                   |

| Gerolsteiner GST | Gerolsteiner GST              | Gerolsteiner GST |
| ---------------- | ----------------------------- | ---------------- |
| Num              | Coureur                       | Pos              |
| 71               | Georg Totschnig (AUT) (route) |                  |
| 72               | Markus Fothen (GER)           |                  |
| 73               | Robert Förster (GER)          |                  |
| 74               | Gianni Faresin (ITA)          |                  |
| 75               | Olaf Pollack (GER)            |                  |
| 76               | Marco Serpellini (ITA)        |                  |
| 77               | Marcel Strauss (SUI)          |                  |
| 78               | Markus Zberg (SUI)            |                  |

| Lampre LAM | Lampre LAM                  | Lampre LAM |
| ---------- | --------------------------- | ---------- |
| Num        | Coureur                     | Pos        |
| 81         | Francesco Casagrande (ITA)  |            |
| 82         | Sergio Barbero (ITA)        |            |
| 83         | Wladimir Belli (ITA)        |            |
| 84         | Gianluca Bortolami (ITA)    |            |
| 85         | Alessandro Cortinovis (ITA) |            |
| 86         | Simone Bertoletti (ITA)     |            |
| 87         | Juan Manuel Gárate (ESP)    |            |
| 88         | Patxi Vila (ESP)            |            |

| Lotto-Domo ___ | Lotto-Domo ___             | Lotto-Domo ___ |
| -------------- | -------------------------- | -------------- |
| Num            | Coureur                    | Pos            |
| 91             | Axel Merckx (BEL)          |                |
| 92             | Rik Verbrugghe (BEL)       |                |
| 93             | Robbie McEwen (AUS)        |                |
| 94             | Christophe Detilloux (BEL) |                |
| 95             | Thierry Marichal (BEL)     |                |
| 96             | Glenn D'Hollander (BEL)    |                |
| 97             | Wim Vansevenant (BEL)      |                |
| 98             | Kevin Van Impe (BEL)       |                |

| Milaneza-Maia MIL | Milaneza-Maia MIL       | Milaneza-Maia MIL |
| ----------------- | ----------------------- | ----------------- |
| Num               | Coureur                 | Pos               |
| 101               | David Bernabéu (ESP)    |                   |
| 102               | Andrei Zintchenko (RUS) |                   |
| 103               | Rui Lavarinhas (POR)    |                   |
| 104               | Pedro Cardoso (POR)     |                   |
| 105               | Rui Sousa (POR)         |                   |
| 106               | Txema del Olmo (ESP)    |                   |
| 107               | Gonçalo Amorim (POR)    |                   |
| 108               | Bruno Castanheira (POR) |                   |

| Mr Bookmaker.com-Palmans PAL | Mr Bookmaker.com-Palmans PAL | Mr Bookmaker.com-Palmans PAL |
| ---------------------------- | ---------------------------- | ---------------------------- |
| Num                          | Coureur                      | Pos                          |
| 111                          | Ángel Castresana (ESP)       |                              |
| 112                          | Johan Coenen (BEL)           |                              |
| 113                          | Davy Commeyne (BEL)          |                              |
| 114                          | Roger Hammond (GBR)          |                              |
| 115                          | Jeremy Hunt (GBR)            |                              |
| 116                          | Erwin Thijs (BEL)            |                              |
| 117                          | Benjamin Day (AUS)           |                              |
| 118                          | Peter Wuyts (BEL)            |                              |

| Phonak Hearing Systems PHO | Phonak Hearing Systems PHO | Phonak Hearing Systems PHO |
| -------------------------- | -------------------------- | -------------------------- |
| Num                        | Coureur                    | Pos                        |
| 121                        | Alex Zülle (SUI)           |                            |
| 122                        | Niki Aebersold (SUI)       |                            |
| 123                        | Oscar Camenzind (SUI)      |                            |
| 124                        | Martin Elmiger (SUI)       |                            |
| 125                        | Alexandre Moos (SUI)       |                            |
| 126                        | Santiago Pérez (ESP)       |                            |
| 127                        | Grégory Rast (SUI)         |                            |
| 128                        | Daniel Schnider (SUI)      |                            |

| Quick Step-Davitamon QSD | Quick Step-Davitamon QSD    | Quick Step-Davitamon QSD |
| ------------------------ | --------------------------- | ------------------------ |
| Num                      | Coureur                     | Pos                      |
| 131                      | Paolo Bettini (ITA) (route) |                          |
| 132                      | László Bodrogi (HUN)        |                          |
| 133                      | Davide Bramati (ITA)        |                          |
| 134                      | Aurélien Clerc (SUI)        |                          |
| 135                      | Bram Tankink (NED)          |                          |
| 136                      | Luca Paolini (ITA)          |                          |
| 137                      | Patrik Sinkewitz (GER)      |                          |
| 138                      | Jurgen Van Goolen (BEL)     |                          |

| Rabobank RAB | Rabobank RAB             | Rabobank RAB |
| ------------ | ------------------------ | ------------ |
| Num          | Coureur                  | Pos          |
| 141          | Marc Wauters (BEL)       |              |
| 142          | Jan Boven (NED)          |              |
| 143          | Maarten den Bakker (NED) |              |
| 144          | Mathew Hayman (AUS)      |              |
| 145          | Robert Hunter (RSA)      |              |
| 146          | Grischa Niermann (GER)   |              |
| 147          | Thorwald Veneberg (NED)  |              |
| 148          | Pieter Weening (NED)     |              |

| Saeco SAE | Saeco SAE                 | Saeco SAE |
| --------- | ------------------------- | --------- |
| Num       | Coureur                   | Pos       |
| 151       | Salvatore Commesso (ITA)  |           |
| 152       | Antonio Bucciero (ITA)    |           |
| 153       | Gerrit Glomser (AUT)      |           |
| 154       | David Loosli (SUI)        |           |
| 155       | Juan Fuentes (ESP)        |           |
| 156       | Jörg Ludewig (GER)        |           |
| 157       | Evgueni Petrov (RUS)      |           |
| 158       | Marius Sabaliauskas (LTU) |           |

| Saunier Duval-Prodir SDV | Saunier Duval-Prodir SDV | Saunier Duval-Prodir SDV |
| ------------------------ | ------------------------ | ------------------------ |
| Num                      | Coureur                  | Pos                      |
| 161                      | Fabian Jeker (SUI)       |                          |
| 162                      | Rubens Bertogliati (SUI) |                          |
| 163                      | Juan Gomis (ESP)         |                          |
| 164                      | Juan José Cobo (ESP)     |                          |
| 165                      | Rubén Lobato (ESP)       |                          |
| 166                      | Alberto Loddo (ITA)      |                          |
| 167                      | David Cañada (ESP)       |                          |
| 168                      | Oliver Zaugg (SUI)       |                          |

| Vini Caldirola-Nobili Rubinetterie ___ | Vini Caldirola-Nobili Rubinetterie ___ | Vini Caldirola-Nobili Rubinetterie ___ |
| -------------------------------------- | -------------------------------------- | -------------------------------------- |
| Num                                    | Coureur                                | Pos                                    |
| 171                                    | Stefano Garzelli (ITA)                 |                                        |
| 172                                    | Roger Beuchat (SUI)                    |                                        |
| 173                                    | Patrick Calcagni (SUI)                 |                                        |
| 174                                    | Mauro Gerosa (ITA)                     |                                        |
| 175                                    | Marco Milesi (ITA)                     |                                        |
| 176                                    | Pavel Tonkov (RUS)                     |                                        |
| 177                                    | Steve Zampieri (SUI)                   |                                        |
| 178                                    | Marco Zanotti (ITA)                    |                                        |